# North Lake, Prince Edward Island
North Lake är en sjö i provinsen Prince Edward Island i Kanada. Den ligger i östra delen av provinsen, omkring 10 kilometer väster om East Point som är provinsens östligaste punkt.
North Lake ligger vid vattendraget North Lake Creek, som också är sjöns utlopp till Saint Lawrenceviken.